# 南星街道
南星街道是中国浙江省杭州市上城区下辖的一个街道办事处，位于上城区南部。面积4.31平方千米，人口46294人。街道办事处驻复兴南街258号。境内有国家重点文物保护单位南宋皇城遗址等名胜古迹。

## 行政区划
南星街道辖8个社区：
- 社区：复兴街社区、美政桥社区、馒头山社区、白塔岭社区、紫花埠社区、海月桥社区、十亩田社区、玉皇山社区。